# Mandinka-Schwert

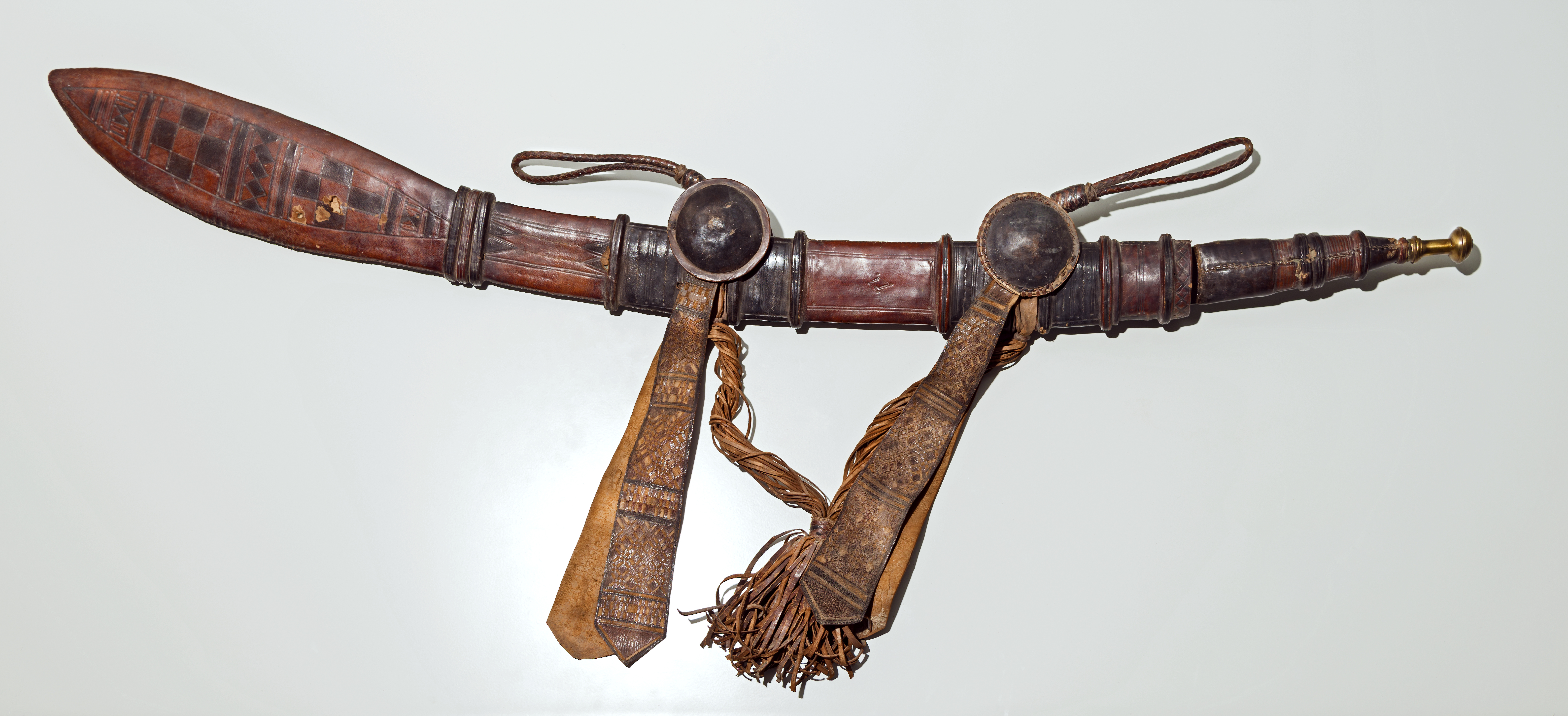

Das Mandinka-Schwert ist ein Schwert bzw. Säbel der Mandinka aus Westafrika.

## Beschreibung
Das Mandinka-Schwert hat in der Regel eine leicht gebogene, einschneidige Klinge. Die unverzierten Klingen stammen oft aus französischer Produktion. Der Griff verfügt über kein Parierelement. Eine Besonderheit sind die aufwändig gearbeiteten Scheiden aus Leder. An der Spitze ist die Scheide deutlich weiter als die Klinge. Die Scheiden sind vielfältig durch Flechtwerk, Quasten oder große runde Plättchen vielfach verziert. An der Scheide ist ein Schulterriemen befestigt.
Die Schwerter waren Waffen und zudem Statussymbole, denn nur wenige Mandinka konnten sich diese leisten.